# Chmielno
Chmielno (in casciubo Chmielno, ted. Chmelno) è un comune rurale polacco del distretto di Kartuzy, nel voivodato della Pomerania.
Ricopre una superficie di 79,18 km² e nel 2004 contava 6 381 abitanti.
Il casciubo è riconosciuto e tutelato nel comune come lingua della minoranza.